# Dmitri Kojevnikov
Pour les articles homonymes, voir Kojevnikov.
Dimitri Alexandrovitch Kojevnikov (en russe : Дмитрий Александрович Кожевников), né en 1858 à Kozlov (gouvernement de Tambov) et mort le 23 avril 1882 à Menton, est un botaniste russe.

## Carrière
Il naît dans la famille d'un marchand aisé de la première guilde de Kozlov, Alexandre Stepanovitch Kojevnikov, bourgeois d'honneur héréditaire, époux de Natalia Vassilievna. Il a un frère: Vladimir, futur historien, et une sœur, Zinaïda. Devenu veuf, Alexandre Stepanovitch se remarie avec Maria Grigorievna Taranovskaïa qui donne naissance en 1866 à un fils, Grigori, futur zoologiste.
Dimitri Kojevnikov étudie au lycée classique N°4 de Moscou, puis entre au département des sciences naturelles de la faculté de physique et de mathématiques de l'université de Moscou qu'il termine en 1878 dont il devient le premier candidat post-gradué. Il présente sa thèse de doctorat de troisième cycle à l'université d'Odessa en 1882 qui porte sur la structure anatomique des couvertures florales pétaloformes. Outre cette thèse, il publie en 1876 à Moscou Beiträge zur Flora des Tambowischen Gouvernements (Contributions à la flore du gouvernement de Tambov) et Sur l'histoire du développement de la fleur dans la famille des Araceae deux ans plus tard à Moscou.
Il est également l'auteur avec Vassili Singer (1836-1907) d'un ouvrage intitulé Aperçu de la flore du gouvernement de Toula, paru à Saint-Pétersbourg en 1880.
Il meurt de tuberculose à Menton, dans un sanatorium de la Société russe de bienfaisance, à l'âge de vingt-quatre ans.

## Hommages
Les taxons suivant lui sont dédiés:
- Carex koshewnikowii Litv.
- Scirpus koschewnikowii Litv.